# کپور سرپخ
کپور سرپخ (نام علمی: Oreonectes platycephalus) نام یک گونه از تیره سگ‌ماهیان جویباری است.